# Beulich
Beulich település Németországban, Rajna-vidék-Pfalz tartományban. Lakosainak száma 479 fő (2023. december 31.). Beulich Boppard, Mermuth és Morshausen községekkel határos.

## Népesség
A település népességének változása:
| Lakosok száma | 442  | 495  | 486  | 492  | 491  | 479  |
|               | 1975 | 2017 | 2019 | 2021 | 2022 | 2023 |